# 839 (szám)
A 839 (római számmal: DCCCXXXIX) egy természetes szám, prímszám.

## A szám a matematikában
A tízes számrendszerbeli 839-es a kettes számrendszerben 1101000111, a nyolcas számrendszerben 1507, a tizenhatos számrendszerben 347 alakban írható fel.
A 839 páratlan szám, prímszám. Biztonságos prím. Normálalakban a 8,39 · 102 szorzattal írható fel.
A 839 négyzete 703 921, köbe 590 589 719, négyzetgyöke 28,96550, köbgyöke 9,43164, reciproka 0,0011919. A 839 egység sugarú kör kerülete 5271,59247 egység, területe 2 211 433,042 területegység; a 839 egység sugarú gömb térfogata 2 473 856 430,0 térfogategység.
A 839 helyen az Euler-függvény helyettesítési értéke 838, a Möbius-függvényé −1.